# Bergamottin
A bergamottin természetes furanokumarin. Elsősorban a grapefruit levében található meg, de kisebb mennyiségben jelen van a citrusfélék illóolajában és a bergamottolajban. Ez utóbbiból állították elő először, és innen kapta a nevét is.
Úgy tűnik, ez az anyag (és 6′-7′-dihidroxiszármazéka) felelős a grapefruitlé-hatásért, vagyis azért, hogy a grapefuitlé sok gyógyszerrel kölcsönhatásba lép.

## Biokémiai tulajdonságok
Kémiailag a bergamottin és a 6′-7′-dihidro-bergamottin lineáris furanokumarin, egy geraniolból származtatott oldallánccal. A két vegyület gátolja a citokróm P450 enzim egyes izoformjait, különösen a CYP3A4 jelű enzimet. Ez az enzim felelős bizonyos gyógyszerek oxidatív lebontásáért. A gátlás miatt a szer mennyisége megnövekszik a vérben.
A grapefruitnak ezt a hatását általában hátrányosnak tekintik, és a betegeket figyelmeztetik, hogy kerüljék a grapefruit fogyasztását a gyógyszer szedésekor.
Az utóbbi időben felfedezték, hogy ezt a kölcsönhatást ki is lehet használni. Azoknál a szereknél, melyeket a CYP3A4 enzim bont le, az enzim gátlása megnövelheti a szájon át szedett szerek hasznosulását.

## Earl grey tea mérgezés

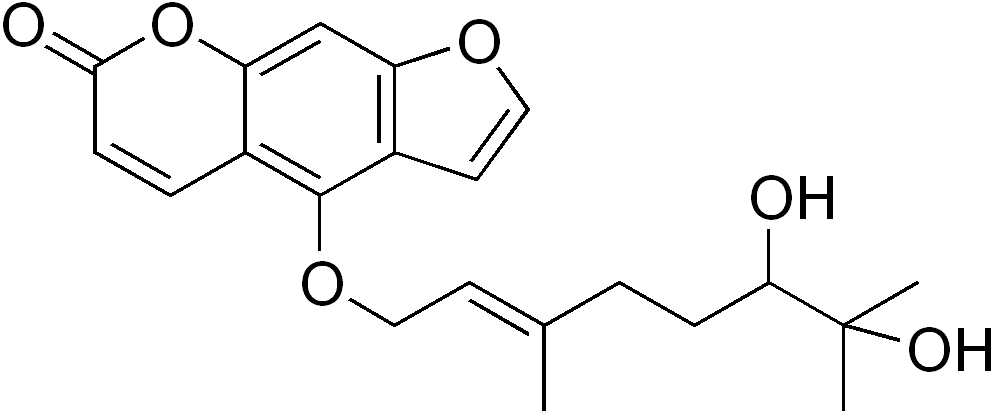
6′,7′-dihidroxibergamottin

Egy ausztrál orvos egy 44-éves férfi esetéről számolt be, aki 25 éven át minden nap négy liter (kb. 16 csésze) feketeteát ivott. Miután a GoldTeefix tea gyomorproblémákat okozott neki, Earl grey teára váltott. Egy héttel ezután a jobb lábában visszatérő izomgörcsöket tapasztalt. Öt héttel később az izomgörcsök átterjedtek a bal lábára, mindkét kezére és a bal vádlijára. Abban a meggyőződésben, hogy a görcsöket a tea okozza, a férfi visszatért a tiszta fekete teára, és a problémák megszűntek.
A bergamottolaj bergamottint és bergaptent tartalmaz, melyek az izomsejtekben gátolják a káliumcsatornák működését. Ezáltal az izmok hiperaktívvá válnak; ez magyarázza a látható izommozgásokat és görcsöket. A napi négy liter Earl grey teával a férfi egyszerűen túladagolta a bergamottolajat.

## Fordítás
- Ez a szócikk részben vagy egészben  a   Bergamottin című angol Wikipédia-szócikk fordításán alapul.  Az eredeti cikk szerkesztőit annak laptörténete sorolja fel. Ez a jelzés csupán a megfogalmazás eredetét és a szerzői jogokat jelzi, nem szolgál a cikkben szereplő információk forrásmegjelöléseként.
- Ez a szócikk részben vagy egészben  az   Earl Grey tea című angol Wikipédia-szócikk fordításán alapul.  Az eredeti cikk szerkesztőit annak laptörténete sorolja fel. Ez a jelzés csupán a megfogalmazás eredetét és a szerzői jogokat jelzi, nem szolgál a cikkben szereplő információk forrásmegjelöléseként.